# Armonk

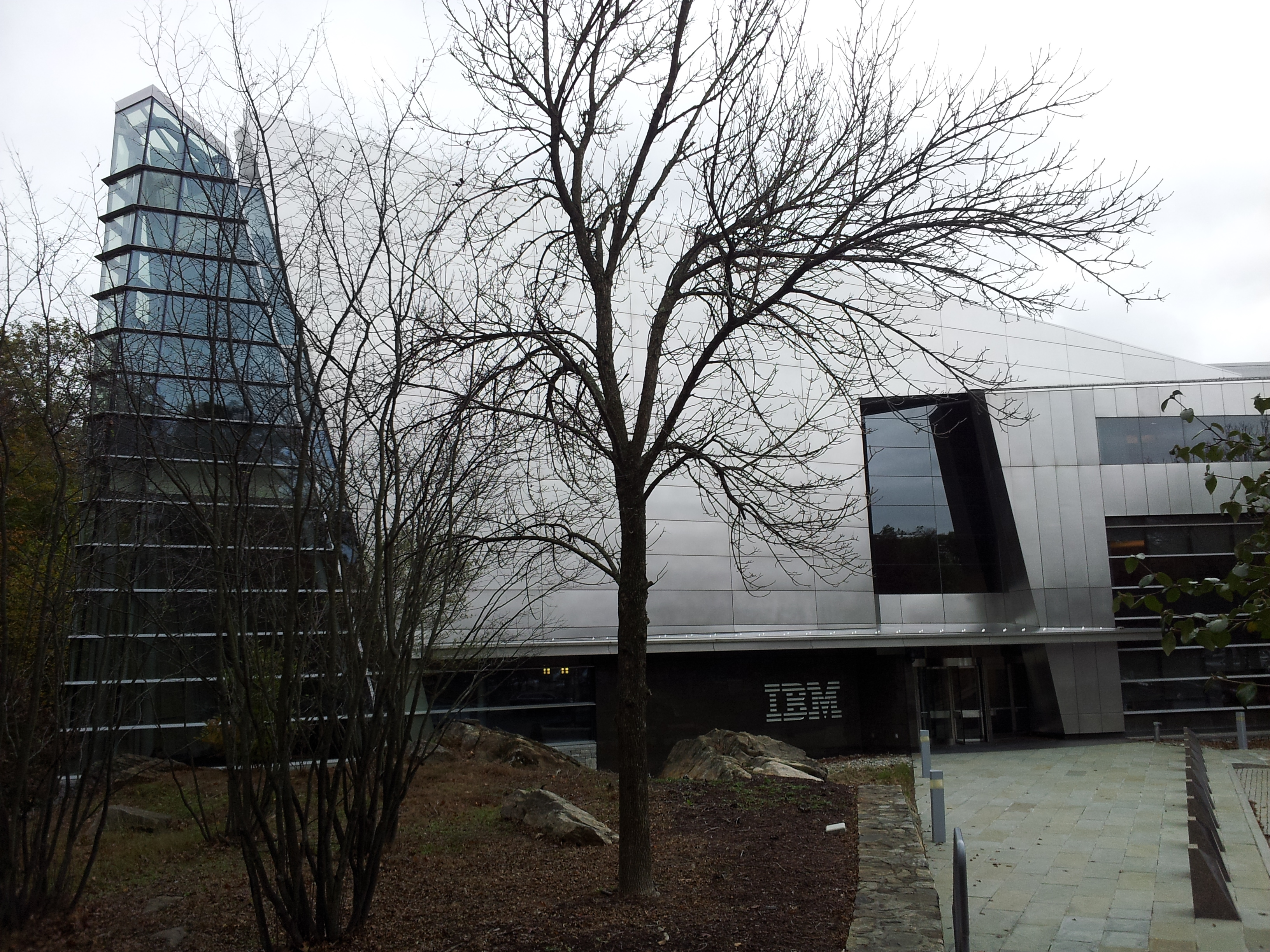
IBM Quartier Generale, Armonk, New York City.

Armonk è un census-designated place (CDP) degli Stati Uniti d'America, situato nello stato di New York, nella contea di Westchester nota per essere la città ospitante del Quartier Generale di IBM.